# Первый дивизион чемпионата мира по хоккею с шайбой среди юниорских команд 2023
Чемпионат мира по хоккею с шайбой среди юниорских команд 2023 года в I-м дивизионе — спортивное соревнование по хоккею с шайбой под эгидой ИИХФ. Турнир состоялся в группе А с 23 по 29 апреля в городе Анже (Франция), а турнир в группе В в городе Блед (Словения) с 10 по 16 апреля.

## Регламент
- По итогам турнира в группе А: команда, занявшие первое и место, получит право играть в Топ-дивизионе чемпионата мира 2024, а команда, занявшая последнее место, перейдёт в группу B.
- По итогам турнира в группе B: команда, занявшая первое место, получит право играть в группе А, а команда, занявшая последнее место, перейдёт в группу А второго дивизиона чемпионата мира 2024 года.

## Итоги
Группа A
- Сборная Казахстана вышла в ТОП-дивизион
- Сборная Франции вылетела в группу В первого дивизиона

Группа B
- Сборная Австрии вышла в группу А первого дивизиона
- Сборная Польши вылетела в группу A второго дивизиона

## Участвующие команды
В чемпионате примут участие 12 национальных команд — девять из Европы и три из Азии. Сборная Республики Корея и сборная Эстонии пришли из второго дивизиона 2022 года, остальные — с чемпионата первого дивизиона 2022 года.

### Группа A
| Сборная   | Квалификация                                                                 |
| --------- | ---------------------------------------------------------------------------- |
| Франция   | Хозяева, заняла 3-е место в группе А первого дивизиона в 2022 году           |
| Казахстан | Заняла 4-е место в группе А первого дивизиона в 2022 году                    |
| Дания     | Заняла 5-е место в группе А первого дивизиона в 2022 году                    |
| Япония    | Заняла 6-е место в группе А первого дивизиона в 2022 году                    |
| Венгрия   | Заняла 1-е место в группе B первого дивизиона и поднялась оттуда в 2022 году |
| Украина   | Заняла 2-е место в группе B первого дивизиона и поднялась оттуда в 2022 году |

### Группа B
| Сборная          | Квалификация                                                                 |
| ---------------- | ---------------------------------------------------------------------------- |
| Италия           | Заняла 3-е место в группе B первого дивизиона в 2022 году                    |
| Словения         | Хозяева, заняла 4-е место в группе В первого дивизиона в 2022 году           |
| Австрия          | Заняла 5-е место в группе B первого дивизиона в 2022 году                    |
| Польша           | Заняла 6-е место в группе B первого дивизиона в 2022 году                    |
| Республика Корея | Заняла 1-е место в группе A второго дивизиона и поднялась оттуда в 2022 году |
| Эстония          | Заняла 2-е место в группе A второго дивизиона и поднялась оттуда в 2022 году |